# Riofrío de Aliste
Riofrío de Aliste ist ein nordspanischer Ort und Hauptort einer 599 Einwohner (Stand: 2024) zählenden Gemeinde (municipio) in der Provinz Zamora in der Autonomen Gemeinschaft Kastilien-León. Zur Gemeinde gehören neben dem gleichnamigen Hauptort auch die Ortschaften Abejera, Cabañas de Aliste und Sarracín de Aliste.

## Lage und Klima
Riofrío de Aliste liegt im Westen der Provinz Zamora in einer Höhe von ca. 790 m nahe der Grenze zu Portugal. Die Provinzhauptstadt Zamora ist etwa 75 Kilometer (Fahrtstrecke) in südöstlicher Richtung entfernt. Die winterlichen Temperaturen sind durchaus kühl, im Sommer dagegen ist es warm bis heiß; Regen (ca. 576 mm/Jahr) fällt mit Ausnahme der Sommermonate übers ganze Jahr verteilt.

## Bevölkerungsentwicklung
| Jahr      | 1970 | 1981 | 1991 | 2001 | 2011 | 2021 |
| Einwohner | 1847 | 1539 | 1160 | 1065 | 849  | 629  |

Der deutliche Bevölkerungsrückgang seit den 1950er Jahren ist im Wesentlichen auf die Mechanisierung der Landwirtschaft, die Aufgabe bäuerlicher Kleinbetriebe und den daraus resultierenden Arbeitsplatzmangel auf dem Land zurückzuführen (Landflucht).

## Wirtschaft
Die Landwirtschaft (vor allem Viehzucht und Gemüseanbau) spielt traditionell die größte Rolle im Wirtschaftsleben der Gemeinde. Daneben fungierte der Ort bereits im Mittelalter als Handels-, Handwerks- und Dienstleistungszentrum für die Dörfer und Weiler in der Region. Einnahmen aus dem Tourismus in Form der Vermietung von Ferienwohnungen (casas rurales) sind in den letzten Jahrzehnten hinzugekommen.

## Sehenswürdigkeiten

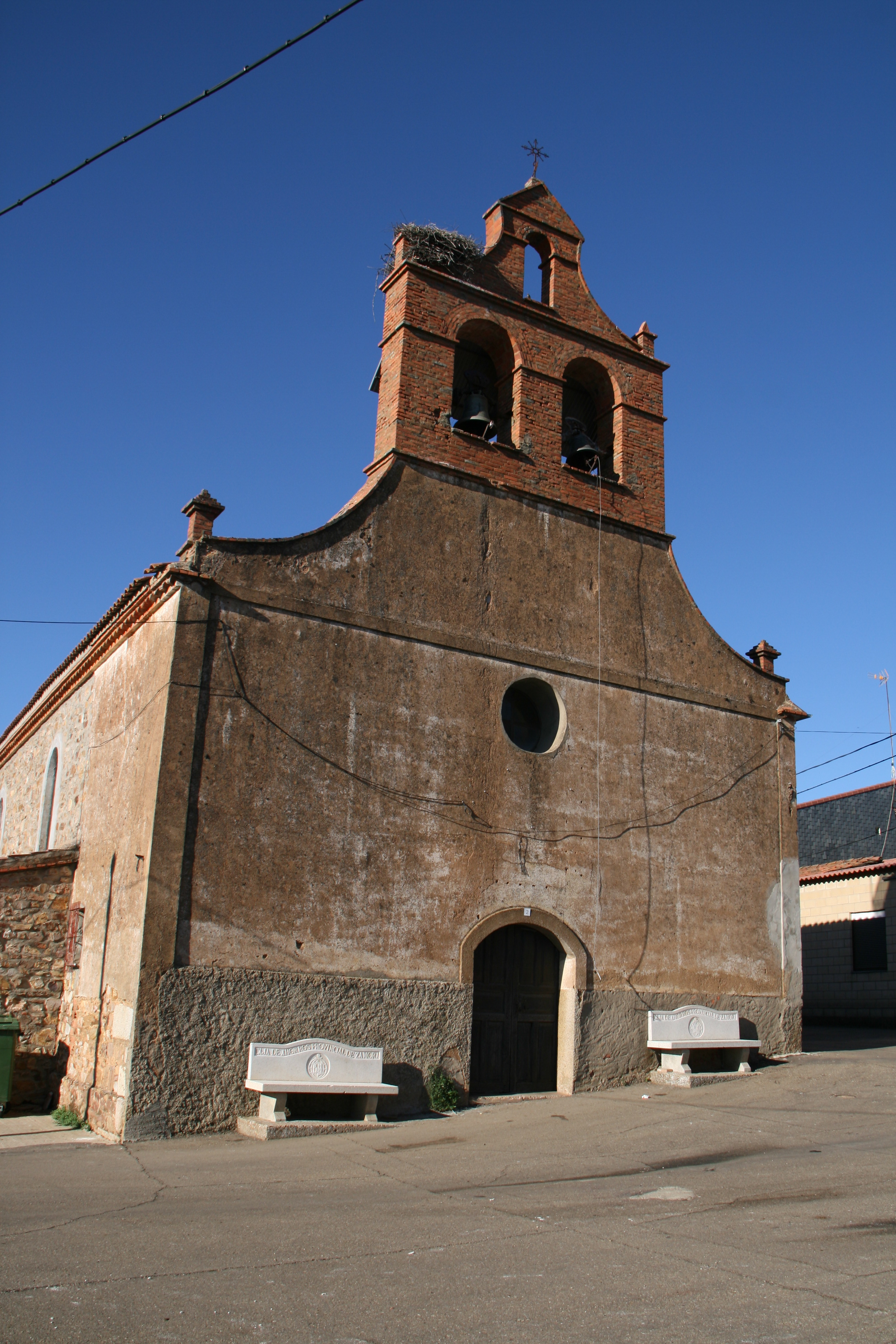
Kirche von Sarracín de Aliste

- Kirche von Sarracín de Aliste